# Frontlines: Fuel of War
 (mars 2020).
Si vous disposez d'ouvrages ou d'articles de référence ou si vous connaissez des sites web de qualité traitant du thème abordé ici, merci de compléter l'article en donnant les références utiles à sa vérifiabilité et en les liant à la section « Notes et références ».
Frontlines: Fuel of War est un jeu vidéo de tir en vue à la première personne développé par Kaos Studio et édité en France par THQ.
Il est disponible sur PC et Xbox 360 depuis le 29 février 2008.

## Synopsis
Frontlines propose une vision inquiétante de l'état du monde vers 2024, date à laquelle les réserves mondiales de pétrole sont quasiment épuisées. Tout débute par une pénurie énergétique vers 2012, à la suite d'un conflit entre Israël, l'Iran et l'Arabie Saoudite. Avec la raréfaction fulgurante des réserves de pétrole, la vie est devenue difficile pour les différentes sociétés. Afin d'éviter, ou du moins de retarder, leur effondrement, de mettre leurs ressources en commun et de se partager les réserves énergétiques, notamment le pétrole, les principales puissances se sont regroupées dans deux grandes  alliances économiques et militaires :
- L'Alliance de l’Étoile rouge, qui regroupe principalement la Russie et la Chine, et formé par la réorganisation de l'Organisation de coopération de Shanghai.
- La Coalition occidentale, qui regroupe essentiellement l'Amérique du Nord et l'Europe issue de la fusion de l'OTAN et de l'Union européenne.

Leurs créations provoquent une Seconde Guerre Froide, qui débouche sur la Troisième Guerre mondiale, quand l’Alliance attaque un complexe pétrolier de la Coalition au Turkménistan, avant d'envahir ce pays et de s'attaquer à l'ensemble de la Coalition.
Le joueur incarne un membre de la 125e Force de Frappe de la Coalition Occidentale, surnommée Les Chiens errants, une unité d'élite qui, pour le coup, est accompagné d'un reporter de guerre, Andrew Princeton. L'unité est prise en embuscade par l'Alliance au Turkménistan (marquant ainsi le début du conflit) et devra se battre jusqu'à Moscou pour démanteler l'Alliance de l'Étoile rouge.

## Système de jeu
Le principe du jeu est similaire à celui des premiers jeux de la série Battlefield : le joueur doit capturer un objectif stratégique, qui devient un point de respawn et permettant ainsi de faire avancer la ligne de front. À noter que la capture d'un objectif se traduit parfois par la destruction d'une cible (par exemple un site de DCA ou une antenne de liaison satellite) ou le piratage d'un ordinateur.
Pour y parvenir, le jeu met à disposition du joueur un arsenal très complet : pistolet, fusil d'assaut, fusil à pompe, fusil de sniper, mitrailleuse lourde ou encore lance-missiles. Cependant, tout comme Battlefield, le joueur n'a pas accès à l’entièreté de l'arsenal et doit choisir entre 6 classes de soldat (dont l'arsenal de départ est légèrement différent selon que l'on commence en campagne ou en multijoueur) :
- Assaut : fusil d'assaut avec lance-grenade, explosif C-4, pistolet, grenades à fragmentations
- Assaut lourd : mitrailleuse légère, C-4, pistolet, grenades à fragmentations
- Sniper : fusil de précision, pistolet, C-4, fusil à pompe, grenades à fragmentations
- Anti-véhicule : lance-missiles, pistolet, C-4, grenades à fragmentations
- Forces spéciales : pistolet-mitrailleur, pistolet, C-4, grenades à fragmentations
- Corps à corps : fusil à pompe, pistolet, grenades à fragmentations

L'originalité de cet arsenal est l'utilisation de drones de combat. Ces drones sont aussi simples d'utilisation que mortels. Ils se déclinent en 4 catégories :
- Les drones de reconnaissance permettent d'espionner ennemis et objectifs (mini drone hélicoptère)
- Les drones kamikazes sont prévus pour détruire objectifs, véhicules, voire poches de résistance grâce à leur charge explosive embarquée.
- Les drones d'assaut sont conçus pour attaquer des positions ennemies grâce à leur mortier et autres miniguns.
- Les drones de frappe aérienne, qui nécessitent un désignateur laser pour pouvoir être appelés sur le champ de bataille.

Si l'utilisation des divers types de drones ne subit aucune restriction dans la campagne, en multijoueurs, elle demande un autre type de spécialisation dont chacune compte 3 grades :
- Soutien au sol : Le Soutien au sol peut aider à réparer les véhicules endommagés de son équipe et apporter un appui-feu avec ses tourelles déployables.
- Soutien IEM: Le Spécialiste IEM peut perturber l'utilisation des drones et des véhicules ennemis (ou alliés).
- Technicien drone : Le Spécialiste Drone peut utiliser toute une gamme de drones (reconnaissance, kamikaze et assaut) pour assister son équipe
- Soutien aérien : Le Spécialiste Soutien aérien peut faire appel à différent types de frappes aériennes dévastatrices.